# 中環總站
中環總站（英語：Central Terminus）是一個位於香港香港島中西區中環花園道聖約翰大廈內，屬於山頂纜車的纜索鐵路車站，海拔高度起初為28米，第六代纜車投入服務後月台向山頂方向稍為搬遷，現為33米。
花園道站（舊稱）屬第五代設計，大堂設有山頂纜車歷史珍藏館。
因應山頂纜車發展計劃，花園道站於2019年起進行翻新工程，花園道站自2019年4月23日起暫時關閉，由2019年7月22日向山上稍移的臨時總站取代，其後於2021年6月28日起連同臨時總站一併進行翻新，翻新後的花園道站已於2022年8月27日重新開放，並改名為中環總站。

## 翻新工程
總站在1990年代中期和2007年曾經進行翻新工程，到2019年翻新工程為最大規模。工程包括將入口的水池清拆，變為由澳洲華裔藝術家李林迪女士創作的巨型雕塑《無限之眼》。全面重新設計後的室内候車區可容納多達1300人，並將月台和車廂地台的高度改為一致，並加裝月台閘門和觸覺引導徑，方便殘疾人士和盲人使用。總站亦設有5大體驗區域供市民拍攝，包括無限之眼、躍動的心、經典重現、穿梭時空和太平山的綠色寶藏。

## 車站周邊
- 聖若瑟書院
- 中銀大廈
- 花旗銀行大廈
- 聖約翰座堂
- 聖約翰大廈
- 美利大廈
- 香港動植物公園
- 美國駐香港總領事館
- 梅夫人婦女會主樓
- 中環站J2出口、金鐘站B出口

## 歷代圖片

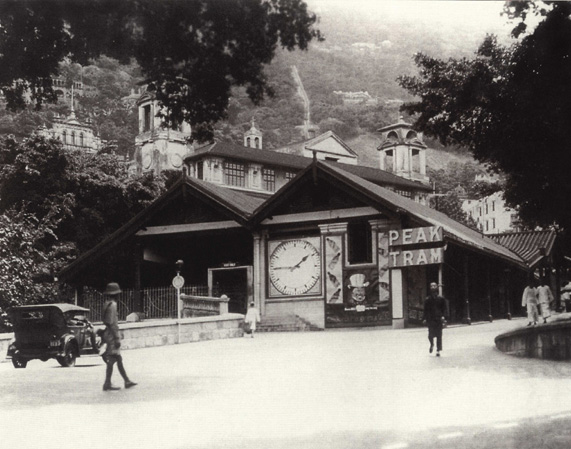
第一代花園道站：木建的首座纜車總站
第三代花園道站：14層高的聖約翰大廈
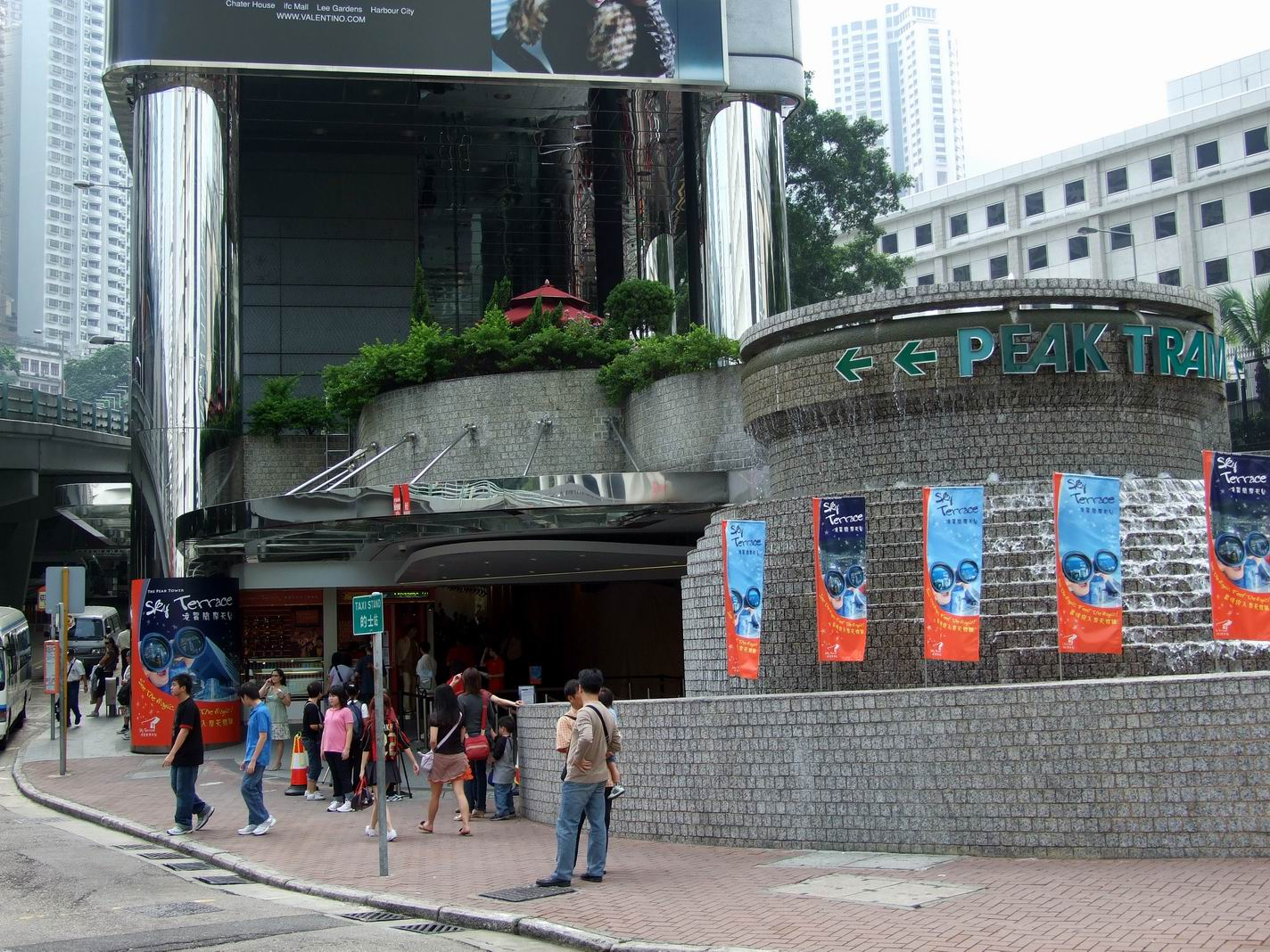
第四代花園道站入口（2007年）
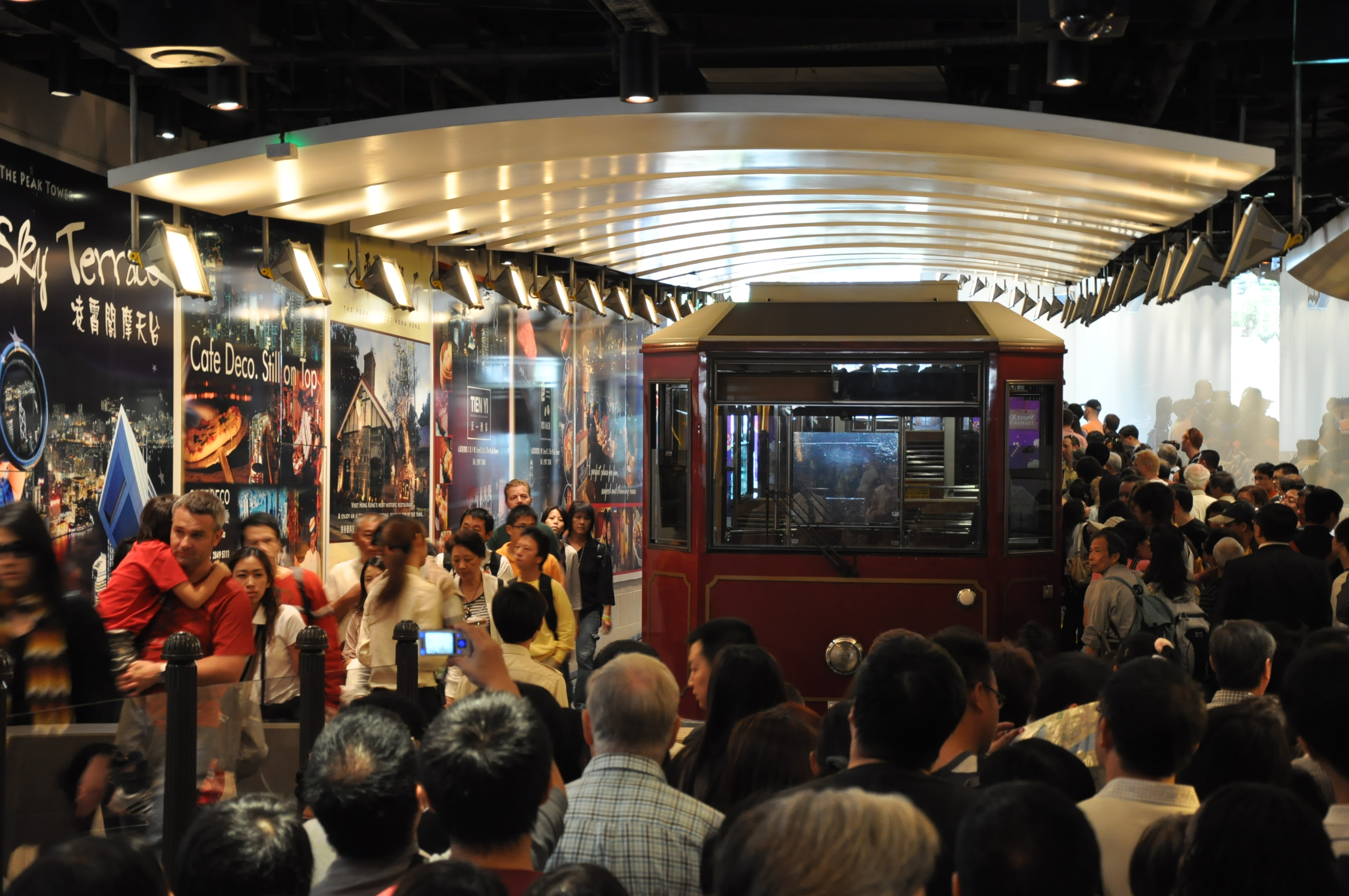
第四代花園道站月台
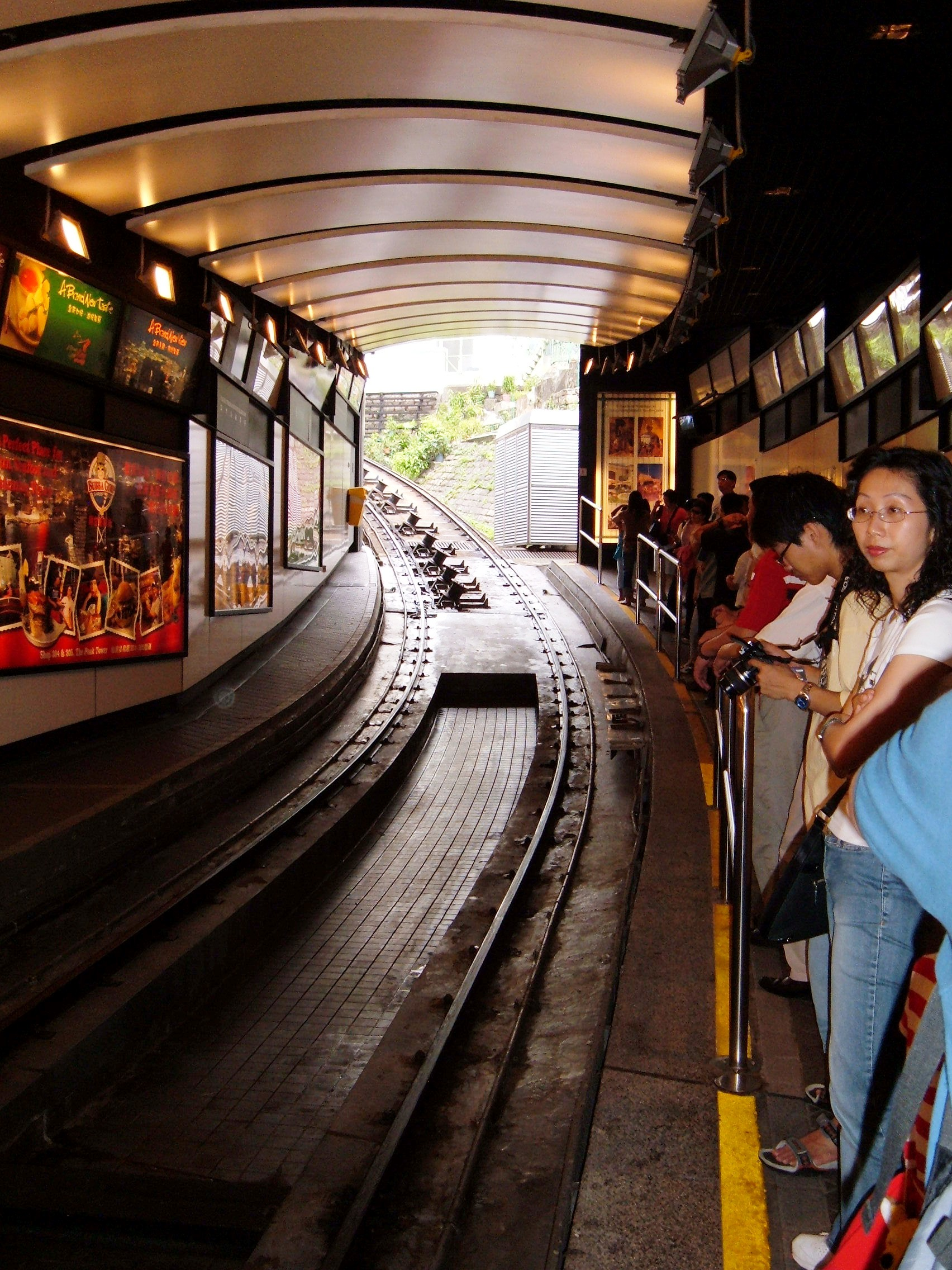
第四代花園道站月台路軌
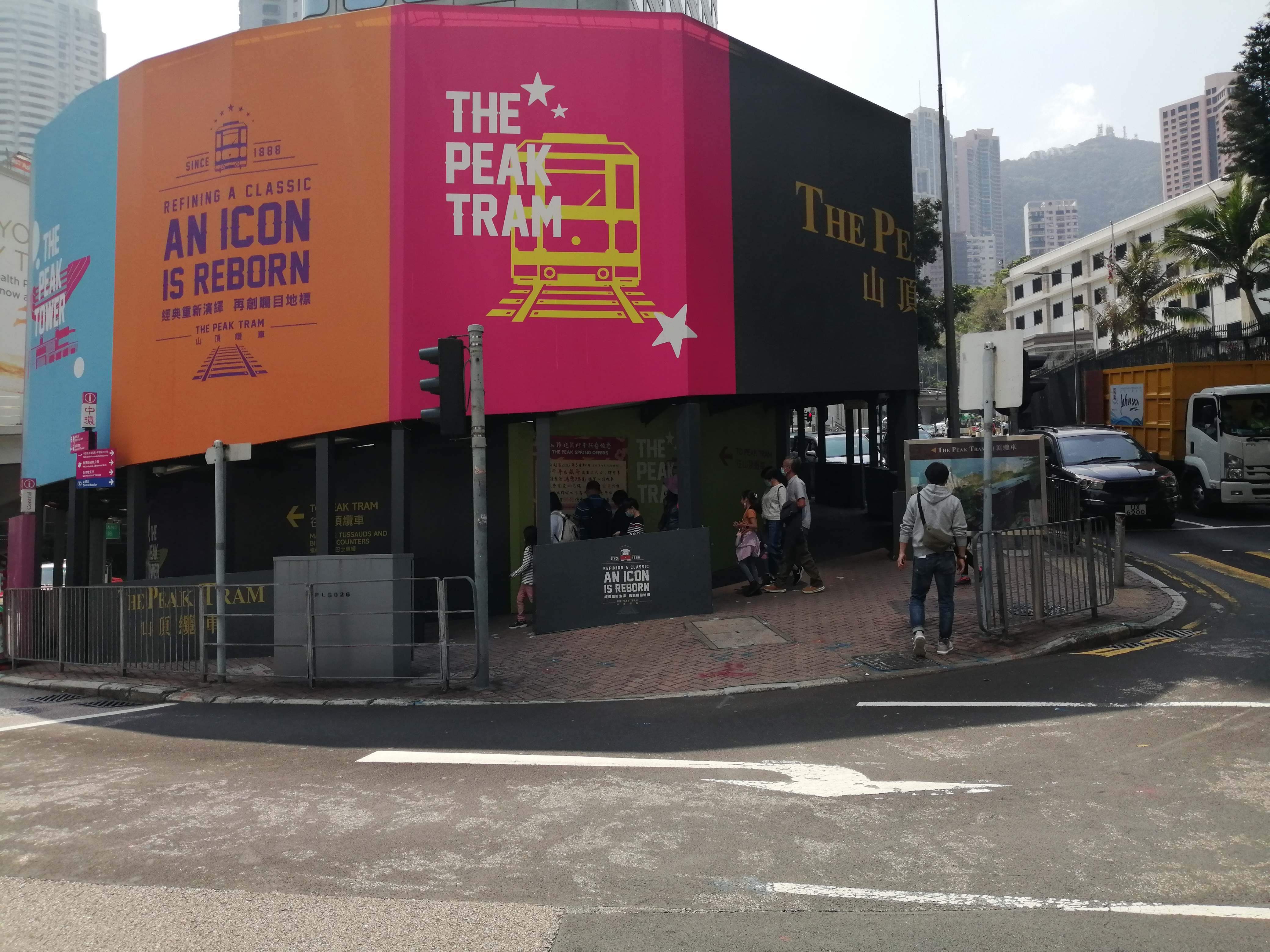
花園道原有車站正在進行翻新工程（2021年2月）
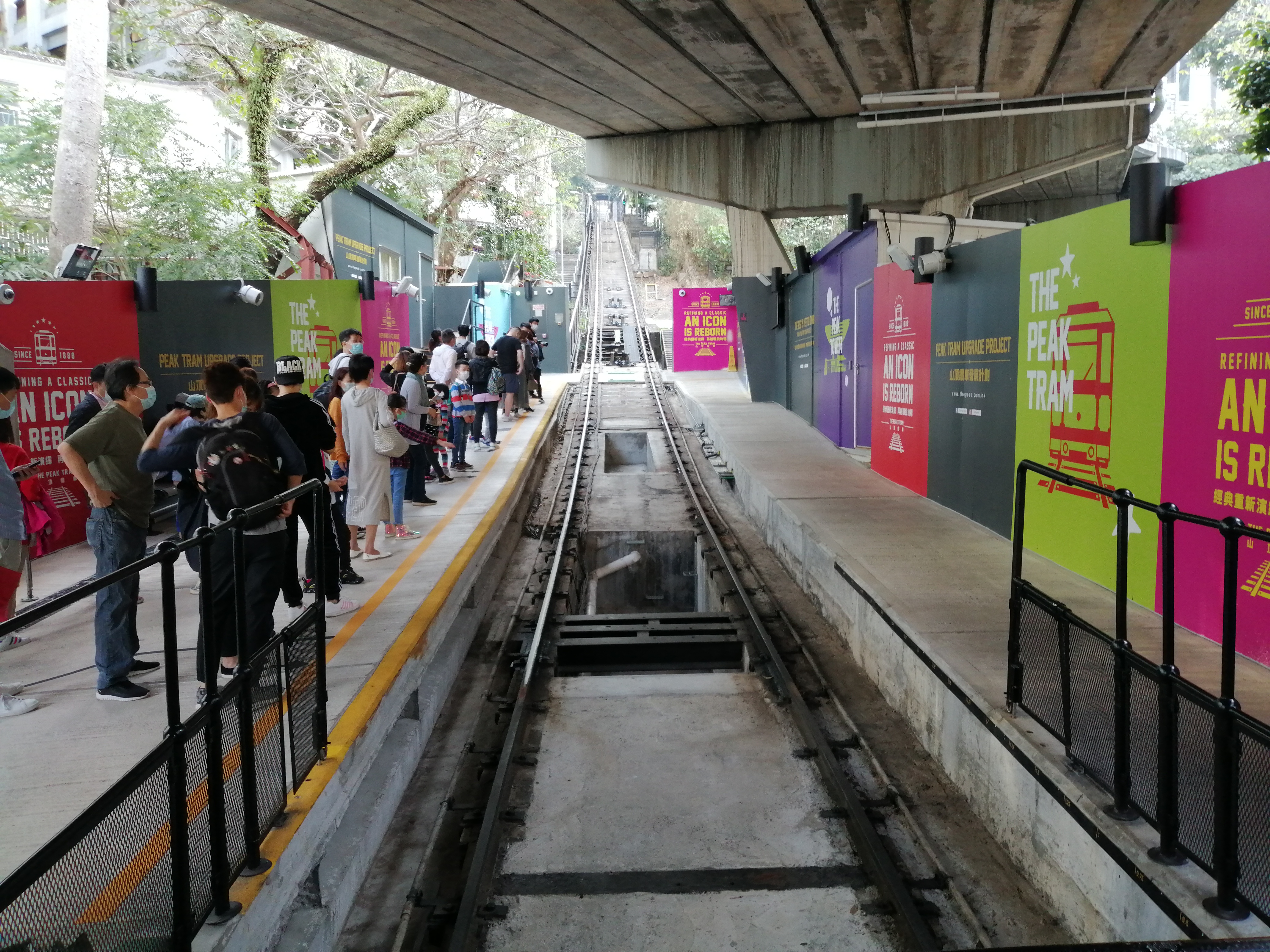
臨時車站月台（2021年2月）
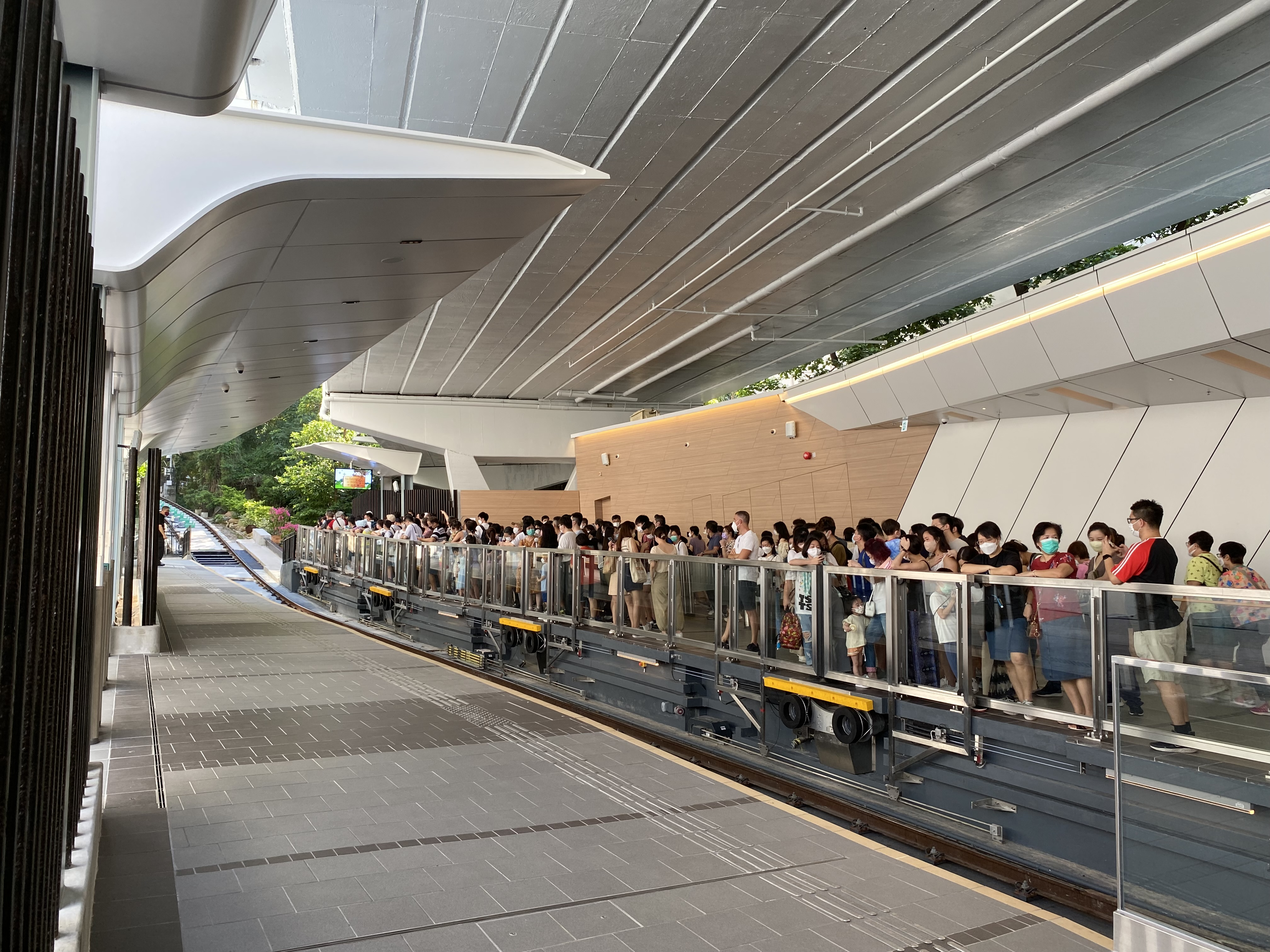
第五代中環總站月台（2022年8月）

## 接駁交通
港鐵
- █  港島綫、 █  荃灣綫：中環站J2出口
- █  港島綫、 █  荃灣綫、 █  東鐵綫、 █  南港島綫：金鐘站B出口

巴士
- 城巴：
  - 城巴15C線 - 中環（香港摩天輪） ↔ 花園道
    - 總站在中環7號碼頭附近，途經愛丁堡廣場香港大會堂高座。
    - 五一黃金週期間暫停服務

## 外部連結
维基共享资源上的相關多媒體資源：中環總站